# Alexandre Czerniatynski
Alexandre »Alex« Czerniatynski, belgijski nogometaš, * 28. julij 1960, Charleroi, Belgija.
Igral je za klube: Sporting Charleroi, Royal Antwerp F.C., R.S.C. Anderlecht, Standard Liège, ponovno za Antwerp, KV Mechelen, Germinal Beerschot in RFC Liège ter za belgijsko nogometno reprezentanco (31 nastopov).